# Up in Flames (Coldplay)
Up in Flames è un singolo del gruppo musicale britannico Coldplay, pubblicato il 16 novembre 2012 come settimo estratto dal quinto album in studio Mylo Xyloto.

## Descrizione
Undicesima traccia di Mylo Xyloto, Up in Flames è stato l'ultimo brano composto per l'album ed è stato concepito dal frontman Chris Martin nelle ore antecedenti all'esibizione dei Coldplay all'iTunes Festival 2011 di Londra, tenutosi il 22 luglio 2011. Una buona parte del brano, inclusa la batteria elettronica, è stata registrata nel retroscena del The Roundhouse per poi essere ultimato agli inizi di settembre 2011.

## Accoglienza
Robbie Daw di Idolator ha fornito una recensione positiva riguardo al debutto di Up in Flames all'Austin City Limits, definendo il brano come "immenso" ed "ipnotico nella sua semplicità, ma devastante, dolorosamente stupendo." Michael Roffman di Consequence ha invece spiegato che il brano "è rilassante, se non monotono, ma non è Warning Sign."
All'interno della recensione di Mylo Xyloto, Niall Doherty del periodico britannico Q ha scritto che Up in Flames "riporta i Coldplay nel territorio ben attraversato delle ballad [...] Il ritornello – nel quale Martin ripete più volte il titolo in un falsetto echeggiante – suggerisce che i giorni dei Coldplay autopiloti sono terminati, meravigliosamente semplice e utilizzando la melodia come propria dinamica. Ancora una volta, quando si pensa che esso possa decollare, termina. I Coldplay hanno imparato ad esprimere il proprio punto in modo più succinto. Stupendo."

## Tracce
1. Up in Flames (Radio Edit) – 2:47

## Formazione
- Chris Martin – voce, pianoforte
- Jonny Buckland – chitarra
- Guy Berryman – basso
- Will Champion – batteria elettronica, cori